# Zbigniew Suchecki (żużlowiec)
Zbigniew Suchecki (ur. 21 lipca 1984 w Gorzowie Wielkopolskim) – polski żużlowiec.
Pierwsze kroki na torze żużlowym stawiał w Pergo Gorzów, licencję uzyskał 27 września 2001 roku. W Pergo Gorzów startował w latach 2000–2002, a następnie w klubach: ZKŻ Zielona Góra (2003–2007), PSŻ Poznań (2008–2009), Caelum Stal Gorzów (2010), KMŻ Lublin (2011), Wybrzeże Gdańsk (2012) oraz WTS Wrocław (2013-2014), Start Gniezno (2015), Wanda Kraków (2016), ROW Rybnik (2019), PSŻ Poznań(2020). W 2021 roku zawodnik związał się z Startem Gniezno, gdzie objechał jedno spotkanie. W 2022 zawodnik również reprezentuje barwy Start Gniezno na kontrakcie warszawskim.
Startował również w lidze brytyjskiej, w barwach klubów z Ipswich (2007) i Poole (2008).

## Osiągnięcia
- brązowy medalista młodzieżowych indywidualnych mistrzostw Polski (Rzeszów 2005)
- finalista młodzieżowych mistrzostw Polski par klubowych (Piła 2003 – IV miejsce)
- finalista młodzieżowych indywidualnych mistrzostw Polski (Piła 2004 – VI miejsce)
- finalista turnieju o "Srebrny Kask" (Zielona Góra 2004 – II miejsce)
- finalista indywidualnych mistrzostw Polski (Tarnów 2006 – XIII miejsce)
- finalista indywidualnych mistrzostw Europy (Wiener Neustadt 2007 – V miejsce)
- finalista mistrzostw Polski par klubowych (Częstochowa 2007 – VI miejsce)
- brązowy medalista mistrzostw Polski par klubowych (Gorzów 2013 – III miejsce)